# Cheilotrichia abitaguai
Cheilotrichia abitaguai är en tvåvingeart som först beskrevs av Alexander 1941.  Cheilotrichia abitaguai ingår i släktet Cheilotrichia och familjen småharkrankar. Inga underarter finns listade i Catalogue of Life.